# Psychotria semperflorens
Psychotria semperflorens là một loài thực vật có hoa trong họ Thiến thảo. Loài này được Pancher ex Beauvis. miêu tả khoa học đầu tiên năm 1901.